# 加藤虎ノ介
加藤 虎ノ介（かとう とらのすけ、1974年10月20日 - ）は、日本の俳優。大阪府交野市出身。アルファエージェンシー所属。

## 人物
大阪芸術大学芸術学部映像学科中退。
劇団MOTHER（劇団は2002年に解散）所属時の名は本名の奥田義人。
母方の先祖は、戦国時代に加藤清正（別称：加藤虎之助）に敗れた堺の武将小西行長にあたり、「自分が寅年である上、インパクトもあって強そうだから」という理由から加藤虎ノ介を現在の芸名としている。
『キミのミカタ』（ネット上の帯ドラマ）に出演した時期は、現在の虎ノ介ではなく虎之助と名乗っていたので、現在でも虎之助や虎ノ助と誤記されることがある。DVD『キミのミカタ』（前編・後編）では、クレジットでは「加藤虎ノ介」、パッケージでは「加藤虎ノ助」となっている。
所属事務所はライターズカンパニー田畑冨久子事務所→アルファエージェンシー。
趣味はオートバイ、料理、モデルガン。東京から大阪までオートバイで移動することもある。
もともと舞台活動が中心だったため知名度は高くなかったが、連続テレビ小説『ちりとてちん』の徒然亭四草役で人気が急上昇した。役名から、「四（ヨン）様」というあだ名で女性ファンに親しまれるようになる。
2008年2月25日、NHK『スタジオパークからこんにちは』に出演、番組内で質問を募集したところ、ファンからのメールでサーバーがダウンしてしまうという、NHKでは初めての事態が起こった。番組内では、7歳のころ病気で長期入院し素行が悪く半ば強制的に退院させられたことや、小学校6年間体育の授業はずっと見学だったことを告白した。『ちりとてちん』の脚本を担当した藤本有紀からの手紙に感涙する一幕もあった。
2008年3月、『ちりとてちん』で共演した桂吉弥の落語会に青木崇高とともに飛び入り参加した。演目は「つる」。その落語会には、同じく『ちりとてちん』で共演した林家染丸と桂よね吉も出演した。

## 出演

### 舞台
奥田義人名義
- ラ!ラ!ラ!ラビリンス!!（1996年）
- ONLY ME,NOBODY ELSE（1996年）
- ジャンキー・スクエア（1997年）
- やわらかな壁（1997年）
- PERFECT LIVES（1998年）
- ラフカット'98（1998年）
- DEEP BLUE（1998年）
- SHYBAN（1998年）
- 番長、西へ行く（1999年）
- HOSPITAL（1999年）
- プラスチック・ヘブン（1999年）
- スイート・フラジャイル（2000年）
- SHYBAN （2000年・AAM2000版）
- プラシーボ・デパート（2000年・AAM2000版）
- ジャンキー・スクエア（2000年・AAM2000版）
- カラス、西へ行く（2000年）
- 〜超老人介護宇宙戦艦〜 シルバーフェニックス（2000年）
- ビート・シガレッツ（2001年）
- インビジブル・タッチ（2001年）
- クラウド・バスター（2001年）
- LONG DISTANCE（2002年）
- あいつはウエスタン（2002年）
- ナミダメ。（2002年）
- 戦場がメリークリスマス（2002年）
- ビート・シガレッツ（2003年・スペシャルマイルド）
- ビート・シガレッツ（2003年・スーパーマイルド）
- 「オムレット」Omelette（2004年）
- ギャラクシーBonBon（2004年）
- アフター・ゴールデン・ウィーク（2005年）

加藤虎ノ介名義
- 元禄光琳模様（作：保戸田時子/演出：宮田慶子、2007年、本多劇場）[注釈 1]
- コルトガバメンツ（劇作・脚本：田村孝裕/演出・潤色：和田憲明、2009年、シアター711）
- F.+2（作・演出：長谷川孝浩（弘前劇場）、2010年、赤坂RED THEATER）
- グレンギャリー・グレン・ロス（作：デヴィッド・マメット/演出：青山真治、2011年6月、天王洲 銀河劇場）
- 国語の時間（作：小里清/演出：詩森ろば（風琴工房）、2013年、座・高円寺1（杉並区立杉並芸術会館））
- OPUS/作品（作：Michael Hollinger/翻訳：平川大作/演出：小川絵梨子、2013年、新国立劇場 小劇場） ※日本初上演
- 交響劇 船に乗れ!（原作：藤谷治/脚本：鈴木哲也/脚本・演出・作詞：菅野こうめい、2013年、東急シアターオーブ）
- 休暇 Holidays（作：John Harrison/翻訳：水谷八也/演出：栗山民也、2014年、赤坂RED THEATER） ※日本初上演
- モダンボーイズ（作：横内謙介/演出：一色隆司、2021年4月3日 - 16日、東京・新国立劇場 中劇場）[注釈 2]
- わが街、道頓堀 〜OSAKA 1970〜（作：わかぎゑふ/演出：G2、2023年、大阪松竹座）[1]
- カルメン故郷に帰る（作：羽原大介/演出：錦織一清、2024年、新橋演舞場 他）[2]
- ひまわりの歌〜ヘブンズ・レコードからの景色〜（作・演出：岡本貴也、2025年、神戸朝日ホール 他）[3]
- 反乱のボヤージュ（作・演出：鴻上尚史、2025年、新橋演舞場 他）[4]
- ロンリー・アイランド（作・演出：川村毅、2025年上演予定、下北沢ザ・スズナリ）[5]

### テレビドラマ
奥田義人名義
- 恋のバカンス（1997年、日本テレビ）
- 幕末群星譚〜さらば、剣〜（1999年、関西テレビ） - 平間重助
- 甘い生活。La dolce vita（1999年、日本テレビ）
- ソードブル・ジライヤ忍法帖（2001年、関西テレビ） - 加藤虎之助
- 名探偵赤冨士鷹（2005年、NHK）

加藤虎ノ介名義
- 新・いのちの現場から2 第2回（2006年、毎日放送） - 白石良二
- ギャルサー（2006年、日本テレビ） - ラーメン屋の店員
- 水曜ミステリー9（テレビ東京）
  - シロクマ園長 命の事件簿（2007年） - 坂本
  - 松本清張特別企画・鉢植を買う女（2011年11月9日） - 権藤刑事
  - 森村誠一サスペンス・刑事の証明8（2014年10月22日） - 佐田与志之
  - 黒星警部の密室捜査（2015年6月17日） - 桜田敏郎
  - 新・旅行作家 茶屋次郎13（2016年1月20日） - 黒川治夫
  - 諏訪のスゴ腕警察医2（2016年6月8日） - 新藤正樹
  - さすらい署長 風間昭平 スペシャル　ほくと函館湾殺人事件（2017年5月3日）- 南井孝
- 連続テレビ小説（NHK）
  - ちりとてちん（2007年） - 徒然亭四草（倉沢忍） 役、平兵衛（九官鳥）の声
    - ちりとてちん外伝「まいご3兄弟」 - （2008年7月25日他） - 徒然亭四草（倉沢忍）

  - おむすび（2025年） - 高沢克己
- 新・科捜研の女 第1話（2008年4月17日、テレビ朝日） - 辰巳勝
- 東京ゴーストトリップ 第7話（2008年5月14日他、TOKYO MX他） - 東哲司
- ゴンゾウ 伝説の刑事 第2、3、8、9話（2008年7月9日、16日、8月27日、9月3日、テレビ朝日） - 飯塚慎吾
- SCANDAL（2008年10月 - 、TBS） - 久木田慶介
- 浪花の華〜緒方洪庵事件帳〜 第8、9回（2009年2月28日、3月7日、NHK） - 佐伯京次郎
- 新・警視庁捜査一課9係 第1話（2009年7月1日、テレビ朝日） - 高坂弘明
- 官僚たちの夏 第1、7話（2009年7月4日、8月16日、TBS） - 日向毅
- 都市伝説セピア「死者恋」（2009年、WOWOW） - 結城
- 不毛地帯（2009年11月 -、フジテレビ） - 丹阿弥泰夫
- ニュース速報は流れた 第6話（2009年11月、フジテレビワンツーネクスト） - 栗尾良和
- 相棒 Season 8 第15話（2010年2月10日、テレビ朝日） - 浜野久信
- エンゼルバンク〜転職代理人 第7話（2010年3月4日、テレビ朝日） - 笹塚雄司
- 警視庁失踪人捜査課 第6話（2010年5月21日、朝日放送・テレビ朝日） - 秦智人
- 大河ドラマ（NHK）
  - 龍馬伝 （2010年） - 井上聞多
  - 平清盛 （2012年） - 西光
  - 八重の桜 （2013年） - 伊藤博文
  - べらぼう〜蔦重栄華乃夢噺〜 （2025年） - 志水燕十（北川豊章）
- 日本人の知らない日本語 第3話（2010年7月29日、読売テレビ） - 藤田
- TBS開局60周年記念ドラマ 99年の愛〜JAPANESE AMERICANS〜（2010年11月、TBS） - 平松良助
- 月曜ゴールデン（TBS）
  - 私は屈しない〜特捜検察と戦った女性官僚と家族の465日（2011年1月31日） - 蓮見
  - 森村誠一サスペンス・魔性の群像 刑事・森崎慎平3（2015年11月9日） - 本原寛之
- ホンボシ〜心理特捜事件簿〜 第7話（2011年3月3日、テレビ朝日） - 木下哲宏
- 3年B組金八先生ファイナル「最後の贈る言葉」4時間スペシャル （2011年3月27日、TBS） - 香坂保先生
- 新選組血風録（2011年、NHK BSプレミアム） - 山崎烝
- となりの悪魔ちゃん〜ミズと溝ノ口〜（2011年、フジテレビ） - 執事ノグチ
- 港町相撲ボーイズ（2011年12月16日、NHK富山放送局） - 魚地潤[注釈 3]
- ダーティ・ママ!（2012年1月 - 3月、日本テレビ） - ムツミ
- 第11回文芸社ドラマスペシャル 恋味母娘（2012年2月19日、テレビ朝日） - 樋口雄介
- 3夜連続スペシャルドラマ ブラックボード〜時代と戦った教師たち〜第2夜（2012年4月6日、TBS） - 松本継男
- 黒の女教師 第5話（2012年8月17日、TBS） - 河合輝也
- 遺留捜査 第2シリーズ 第7話（2012年8月30日、テレビ朝日） - 相田徹
- ミエリーノ柏木 第1話（2013年1月11日、テレビ東京） - 加藤淳一
- 幽かな彼女 （2013年5月7日、関西テレビ） - 轟木庸一郎
- 半沢直樹 第3話（2013年7月28日、TBS） - 灰田
- クロコーチ 第5・8・9話（2013年11月8日 -、TBS） - 綾川眞之輔
- 新春ドラマスペシャル “新参者”加賀恭一郎「眠りの森」（2014年1月2日、TBS） - 青木一弘
- 天誅〜闇の仕置人〜 第4話（2014年2月14日、フジテレビ） - 秋葉剛
- 隠蔽捜査 第10話（2014年3月17日、TBS） - 田辺勇作
- プレミアムドラマ・終の棲家（2014年7月20日・27日、NHK BSプレミアム） - 原島大悟
- HERO 第10話・最終話（2014年9月15日・22日、フジテレビ） - 南雲尊之
- 土曜ドラマ・限界集落株式会社（2015年1月31日-、NHK） - 萩野鉄平
- 金曜プレミアム 潔癖クンの殺人ファイル2（2015年6月19日、フジテレビ） - 外川修作
- 表参道高校合唱部!（2015年7月 - 9月、TBS） - 島田良一
- 2夜連続スペシャルドラマ「レッドクロス〜女たちの赤紙〜」（2015年8月1日・2日、TBS） - 村本幸喜
- 昔話法廷 第1回「三匹のこぶた」裁判 （2015年8月10日、NHK Eテレ） - 弁護人・山西ハジメ
- 無痛〜診える眼〜 （2015年10月 -　12月、フジテレビ） - 佐田要造
- エンジェル・ハート 第7話（2015年11月22日、日本テレビ） - 風間雅臣
- 土曜ワイド劇場
  - おみやさんスペシャル（2016年2月13日、テレビ朝日） - 横溝保夫
  - 新ヤメ検の女2（2016年11月26日、朝日放送・テレビ朝日） - 萩原郁人
- 放送90年 大河ファンタジー  精霊の守り人 第2話（2016年3月27日、NHK） - 商人
- 神の舌を持つ男 第6話（2016年8月12日、TBS） - 徳沢刑事
- 夏目漱石の妻（2016年9月24日、NHK） - 正岡子規
- 子連れ信兵衛2 第3話「おぶんの涙」（2016年11月25日、NHK BSプレミアム） - 彦蔵
- 刑事夫婦 第3作（2017年2月27日、TBS） - 神谷祐介
- 人間の証明（2017年、テレビ朝日） - 小山田武夫
- さすらい署長 風間昭平13（2017年、テレビ東京） - 南井孝
- 警視庁捜査一課9係（2017年、テレビ朝日） - 本橋裕也
- ブランケット・キャッツ 第3話（2017年7月7日、NHK） - 石田紀夫
- 月曜名作劇場 「鑑識捜査官 亀田乃武夫の臨場ファイル1」（2017年8月7日、TBS） - 長谷川仁
- 名奉行!遠山の金四郎（2017年、TBS） ‐ 太吉
- ドラマ特別企画「がん消滅の罠〜完全寛解の謎〜」（2018年4月2日、TBS） - 柳沢昌志
- あなたには帰る家がある　第10話（2018年6月15日、TBS） - 藤村
- トレース〜科捜研の男〜（2019年1月 - 、フジテレビ） - 沖田徹
- 土曜ドラマ「デジタル・タトゥー」 第3回（2019年6月1日、NHK） - 奥田博
- 刑事7人（2019年、テレビ朝日） ‐ 和田幸雄
- モトカレマニア（2019年10月17日 - 、フジテレビ） - 増田隆志
- 日曜プライム
  - 深層捜査スペシャル3（2019年9月8日、テレビ朝日） - 竹内正博
  - 遺留捜査（2019年10月3日、テレビ朝日） - 下元和弘
  - おかしな刑事22・24（2020年1月19日・9月20日、テレビ朝日） - 柏木恒
- 正月時代劇 ライジング若冲 天才 かく覚醒せり（2021年1月2日、NHK総合・NHK BS4K）- 与兵衛
- 龍虎の理（2021年5月28日、日本映画専門チャンネル）

### その他のテレビ番組
- 回復!スパスパ人間学（TBS）
- ドキュメンタリーのみかた（2006年、朝日放送）
- にっぽん原風景紀行 第9景 青森・八戸、第10景 岩手・久慈（2009年3月4日・11日、BSジャパン）
- こんなステキなにっぽんが（2009年9月15日他、NHK）守り続ける先祖の麻〜群馬県 東吾妻町〜
- 戦国鍋TV 〜なんとなく歴史が学べる映像〜 戦国武将がよく来るキャバクラ 第9話（2010年、TVK他） - 松永久秀

### 映画
- ニセ札（2009年、木村祐一長編初監督作） - 森本俊哉
- パーマネント野ばら（2010年） - ヒサシ
- 座頭市 THE LAST（2010年） - 常吉
- ラブコメ（2010年） - バーテンダー
- ネムリバ（2010年） - 原田峰太郎
- アバター（2011年） - 溝口弘
- 大鹿村騒動記（2011年） - 平岡健太
- 64-ロクヨン- 後編（2016年） - 宮本
- ピア〜まちをつなぐもの〜（2019年） - 中塚俊彦

### 吹き替え
- シチリアを征服したクマ王国の物語（2022年） - サルペトル 役[6]

### ラジオドラマ
- 歌謡ドラマ「一葉恋歌」（NHKラジオ第1放送）
- ドラマの風「あの人に捧げる音楽2」 第2話（2005年、MBSラジオ） - アキヒコ
- NHKオーディオドラマ FMシアター（NHK-FM）
  - 歪みたがる隊列（2012年1月21日） - ボーガン
  - エーテル（2012年9月15日） - 有馬圭一
  - うるさいサウルス（2014年2月1日） - ハドロサウルスの指の化石
  - 遥かなり、ニュータウン（2016年10月8日）
  - ロボット・イン・ザ・ガーデン（2017年5月6日）
  - 幻タクシー（2019年1月19日） - タクシー運転手 諸星
  - しまないあそびば（2024年4月20日）
  - 『聖地じゃない』（2025年6月7日）[7] - 須藤タカヒロ 役
- NHKオーディオドラマ 青春アドベンチャー（NHK-FM）
  - シュレミールと小さな潜水艦（2013年5月6日 - 5月10日、全5回） - 白猫シュレミール
  - know〜知っている（2015年3月2日 - 3月6日、3月9日 - 3月13日、全10回） - 御野・連レル
  - 夜のストーリーボックス（2019年2月25日 - 2月28日・3月3日、全5回）
- 特集オーディオドラマ「青き風吹く」（2016年1月2日、NHK-FM） - ムシマロ

### Webドラマ
- キミのミカタ・オフィシャルサイト[8]（2006年、ケイ・オプティコム） - 横見政道

### CM
- 日本ユニシス 企業説明CM
- 富士通ゼネラル「ノクリア」（2008年5月4日 - 2009年12月）
- ダスキン「おそうじベーシック3」（2015年4月 - 2016年3月）